# Énée
Pour les articles homonymes, voir Énée (homonymie).
 (juin 2024).

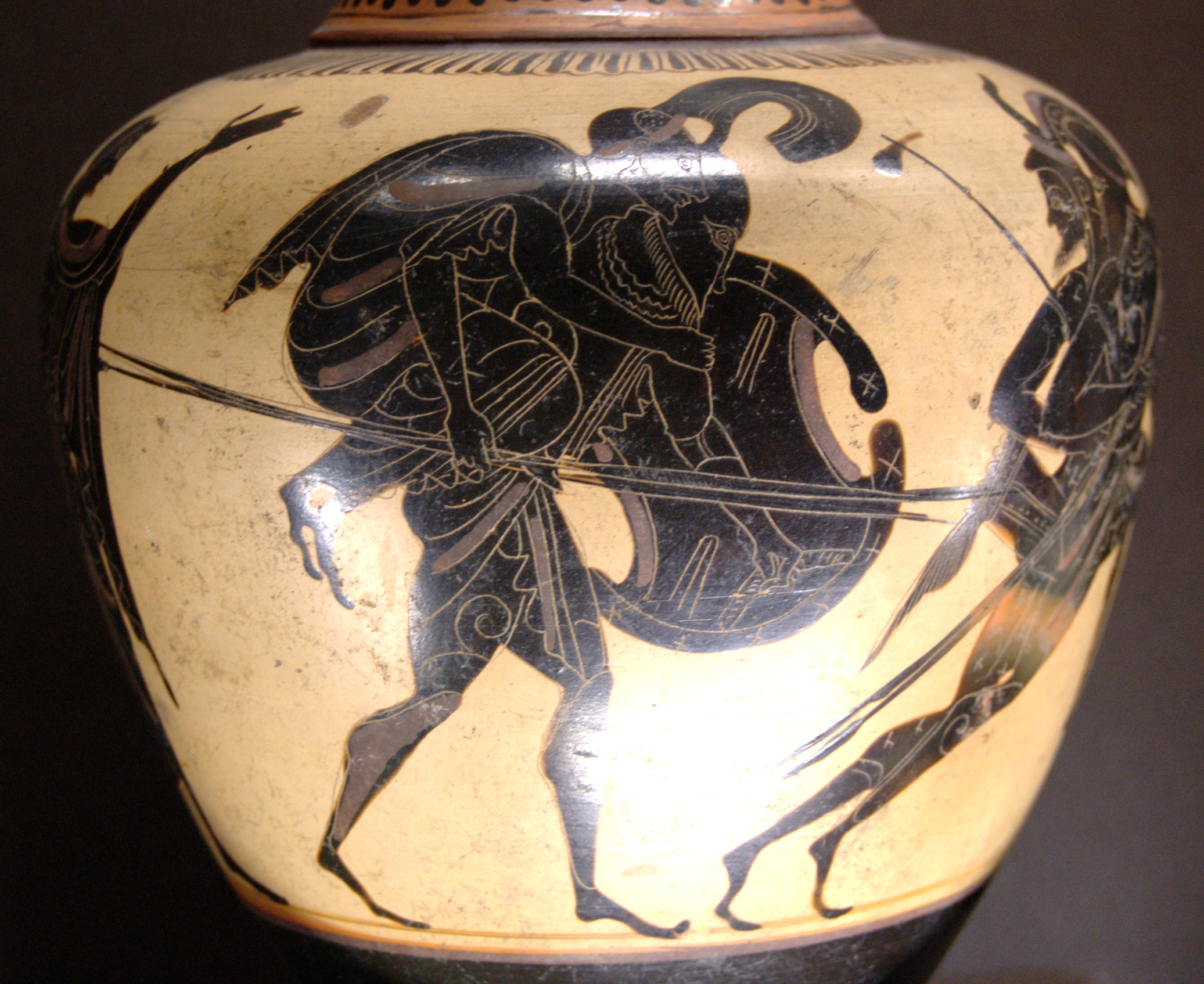
Énée portant Anchise, œnochoé à figures noires, v. 520-510 av. J.-C., musée du Louvre (F 118).

Énée (en grec ancien Αἰνείας / Aineías, en latin Aeneas, dérivé du mot aes, aeris « cuivre »), fils du mortel Anchise et de la déesse Aphrodite (Vénus), est l'un des héros de la guerre de Troie. Il est chanté par Virgile dans l’Énéide, dont il est le personnage principal.
Père d'Ascagne (ou Iule), il est le fondateur mythique de Lavinium, qui est à l'origine de Rome, puis de sa monarchie. Le roi Latinus lui offre sa fille Lavinia en mariage. Énée régnera sur sa ville, appelée « Lavinium » en référence à Lavinia, sa seconde épouse. Énée est la figure du héros à destin guidé tout le long de son voyage par sa mère Aphrodite, ce qui le distingue du héros homérique.

## Mythe grec

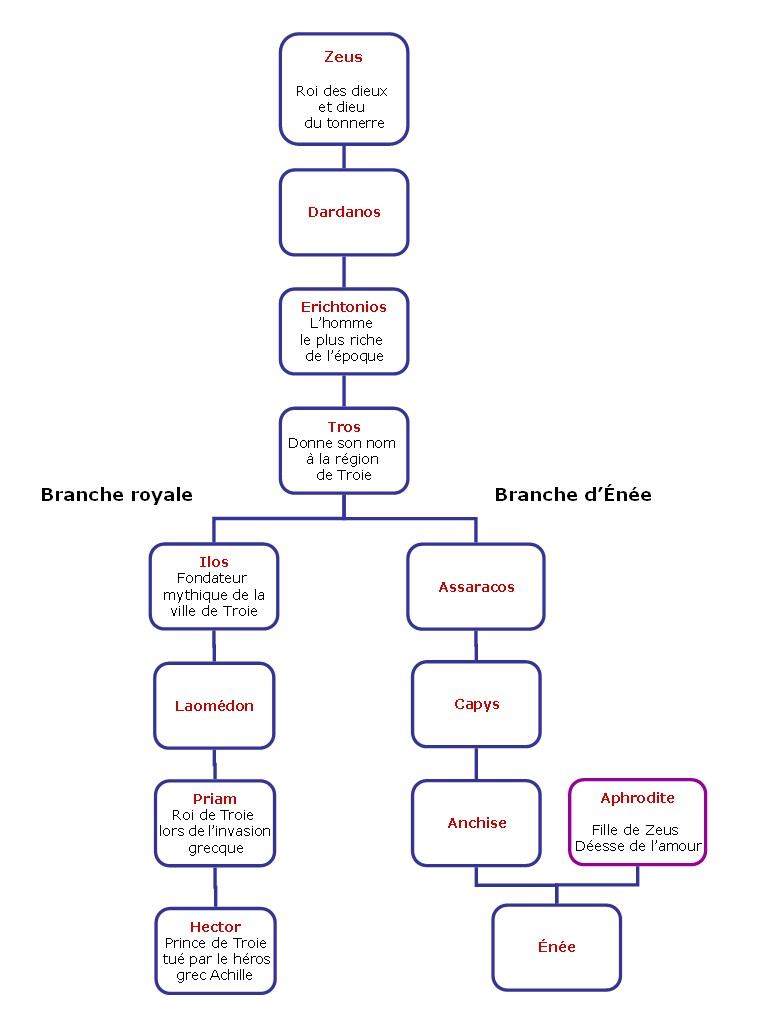
Ascendants mythiques d'Énée.

### Hymne à Aphrodite
L'histoire de la conception d'Énée lors de l'union d'Aphrodite et d'Anchise, et de sa naissance, est contée dans le premier Hymne à Aphrodite, l'un des principaux hymnes homériques. Le nom latin Aeneas est la romanisation du nom original du héros en grec ancien, Αἰνείας (Aineías). C'est Aphrodite qui l'appelle ainsi, déclarant à Anchise : « Et son nom sera Ainéias, car j'ai ressenti une douleur terrible d'être entrée dans le lit d'un homme mortel. » Le mot Aineías dérive de l'adjectif αὶνóν (ainon, « terrible »), et ce nom vient donc du « terrible chagrin » (αὶνóν ἄχος) — que l'on peut aussi traduire par « terrible douleur », — que la déesse a éprouvé en s'unissant à un mortel. Celle-ci annonce aussi à Anchise, : « Tu auras un fils qui régnera sur les Troyens, et des fils naîtront à ses fils, et ainsi de suite, éternellement. » Par son père, Énée descend de Dardanos, et donc de Zeus lui-même. 
Aphrodite a rendu Zeus amoureux de femmes mortelles. En représailles, Zeus met dans son cœur le désir d'Anchise, qui s'occupe de son bétail parmi les collines près du mont Ida, dans les environs de Troie. Quand Aphrodite le voit, elle est subjuguée. Elle se pare comme pour un mariage parmi les dieux et apparaît devant Anchise, qui est aussi subjugué par sa beauté et pense qu'il s'agit d'une déesse ; mais Aphrodite se présente comme une princesse phrygienne. Ils font alors l'amour, après quoi seulement Aphrodite révèle sa véritable identité, si bien qu'Anchise redoute ce qui pourrait lui arriver à cause de cette liaison. Néanmoins Aphrodite lui assure qu'il sera protégé et ajoute qu'elle lui donnera un fils qui s'appellera Énée. Mais elle lui ordonne de ne jamais révéler à quiconque qu'il a eu une relation avec une déesse. Cependant, voilà qu'un soir, pris par l'ivresse, Anchise révèle ce secret, et encourt alors la punition de Zeus qui le frappe de la foudre, le rendant définitivement boiteux (ou aveugle selon les versions).
À la naissance d'Énée, Aphrodite emmène l'enfant chez les nymphes du mont Ida. Elle leur ordonne de l'élever jusqu'à l'âge de cinq ans, puis de l'amener à Anchise. Énée est donc élevé dans la montagne. Ensuite, à l'âge de cinq ans, il est emmené en ville par Anchise, chez sa sœur Hippodamie (fille d'Anchise) et son mari Alcathoos, qui s'occuperont de son éducation.
Énée se révèle alors comme le plus vaillant des Troyens, Anchise étant apparenté à la famille royale de Troie : il appartiennent à une branche cadette, issue d'Assaracos, fils de Tros (qui a donné son nom à Troie) et frère d'Ilos (fondateur mythique de Troie, ville également connue sous le nom d'Ilion). 
La légende se rattache aux schèmes mythiques selon lesquels la déesse de l'Aurore, ici Aphrodite, s'unit à un mortel, et donne naissance à un Soleil mortel. Le qualificatif d'Aeneas Indiges renvoie au Jupiter Indiges et à Sol Indiges.

### Dans l'Iliade

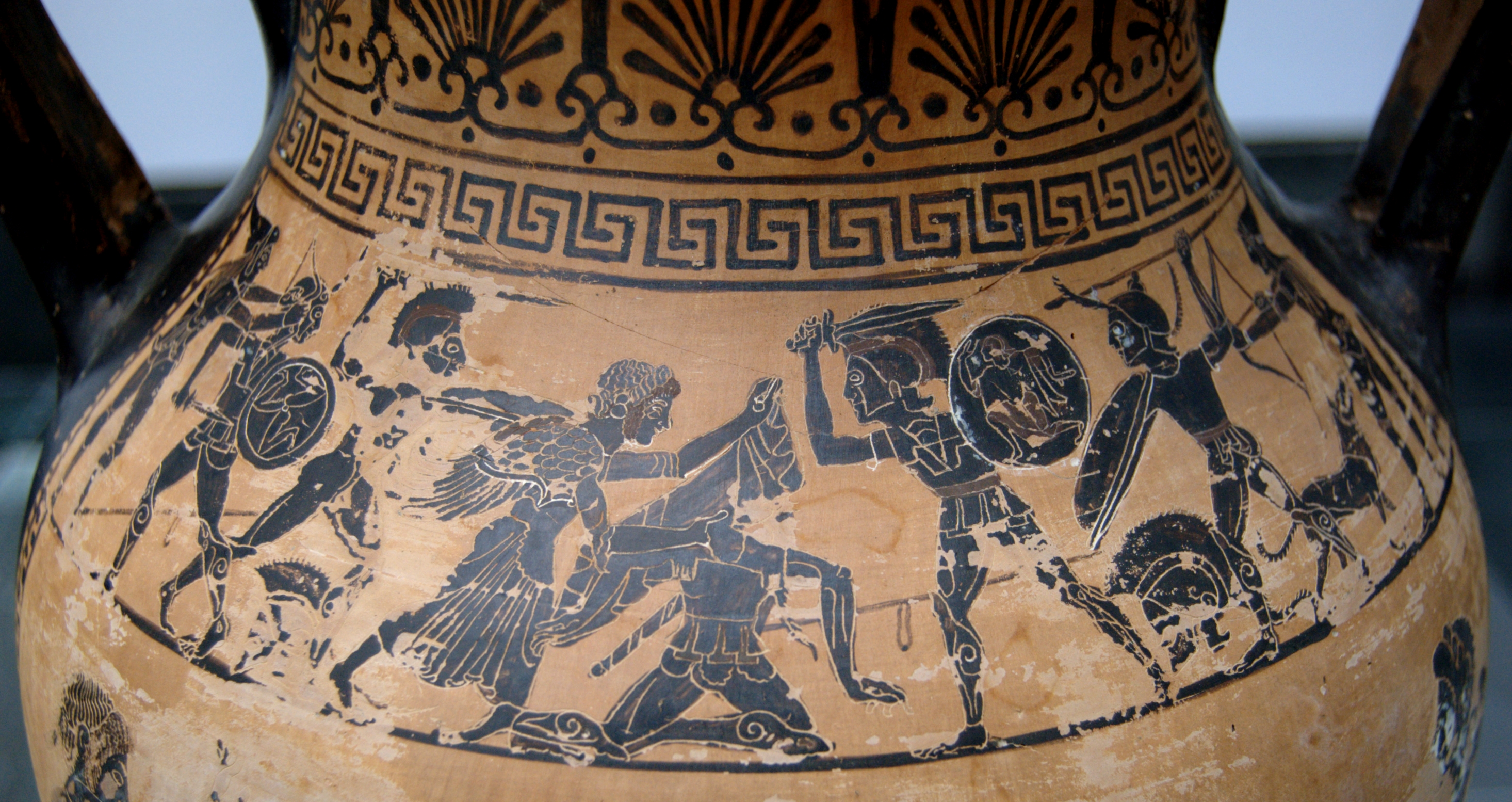
Aphrodite sauvant son fils Énée blessé au combat. Scène de lIliade. Épaule d'une amphore étrusque à figures noires, v. 480 av. J.-C. Martin von Wagner Museum (L 793), Wurtzbourg.

Énée est un personnage secondaire de l'Iliade, où il est à plusieurs reprises sauvé de la mort par les dieux. Il n'est pas décrit dans cet ouvrage comme un héros qui sort de l'ordinaire, mais une prophétie de Poséidon rappelle celle d'Aphrodite : lui et sa descendance règneront sur les Troyens,. On a aussi vu en lui le plus vaillant défenseur de Troie, après Hector,. Mais tenu à l'écart des combats, lésé par Priam — en dépit de son courage, il n'a pas reçu sa juste part d'honneurs — il lance une attaque contre Idoménée pour récupérer le corps de son beau-frère Alcathoos à la demande pressante de Déiphobe.
Il est le chef des alliés dardaniens des Troyens, ainsi que cousin au deuxième degré et principal lieutenant d'Hector, fils du roi de Troie, Priam. La mère d’Énée, Aphrodite, vient fréquemment à son aide sur le champ de bataille et il est un favori d'Apollon. Aphrodite et Apollon sauvent Énée du combat avec Diomède d'Argos, qui a failli le tuer. Aphrodite sera à son tour blessée par Diomède et s'enfuira sur le mont Olympe. Apollon dissimule Énée dans un nuage et le transporte à Pergame où Artémis le soigne. De retour au combat, Énée s'illustre comme l'un des meilleurs guerriers troyens, il vainc notamment Orsiloque et Créthon, Aphareus, Jase et Médon. En passe d'être blessé par Achille, il est à nouveau sauvé par un dieu, Poséidon, qui, même s'il se tient en principe du côté des Grecs, vient à sa rescousse, notant qu'Énée, bien que d'une branche cadette de la famille royale, est destiné à devenir le roi du peuple troyen.
Après la mort d'Hector, Énée devient le principal rempart des Troyens. Au moment de la chute de Troie, il s'enfuit en portant son père, Anchise, accompagné de son fils Ascagne et de sa femme Créuse (fille de Priam), qui est abandonnée par Énée sur l’ordre des dieux, en particulier d'Aphrodite (Vénus), sa mère.
Bruce Louden présente Énée comme « type » dans la tradition d'Uta-Napishtim, de Philémon et Baucis et de Loth : l'« homme juste » épargné par la destruction générale. Apollodore explique que « les Grecs l'ont laissé tranquille à cause de sa piété ».

## Littérature et mythe romains

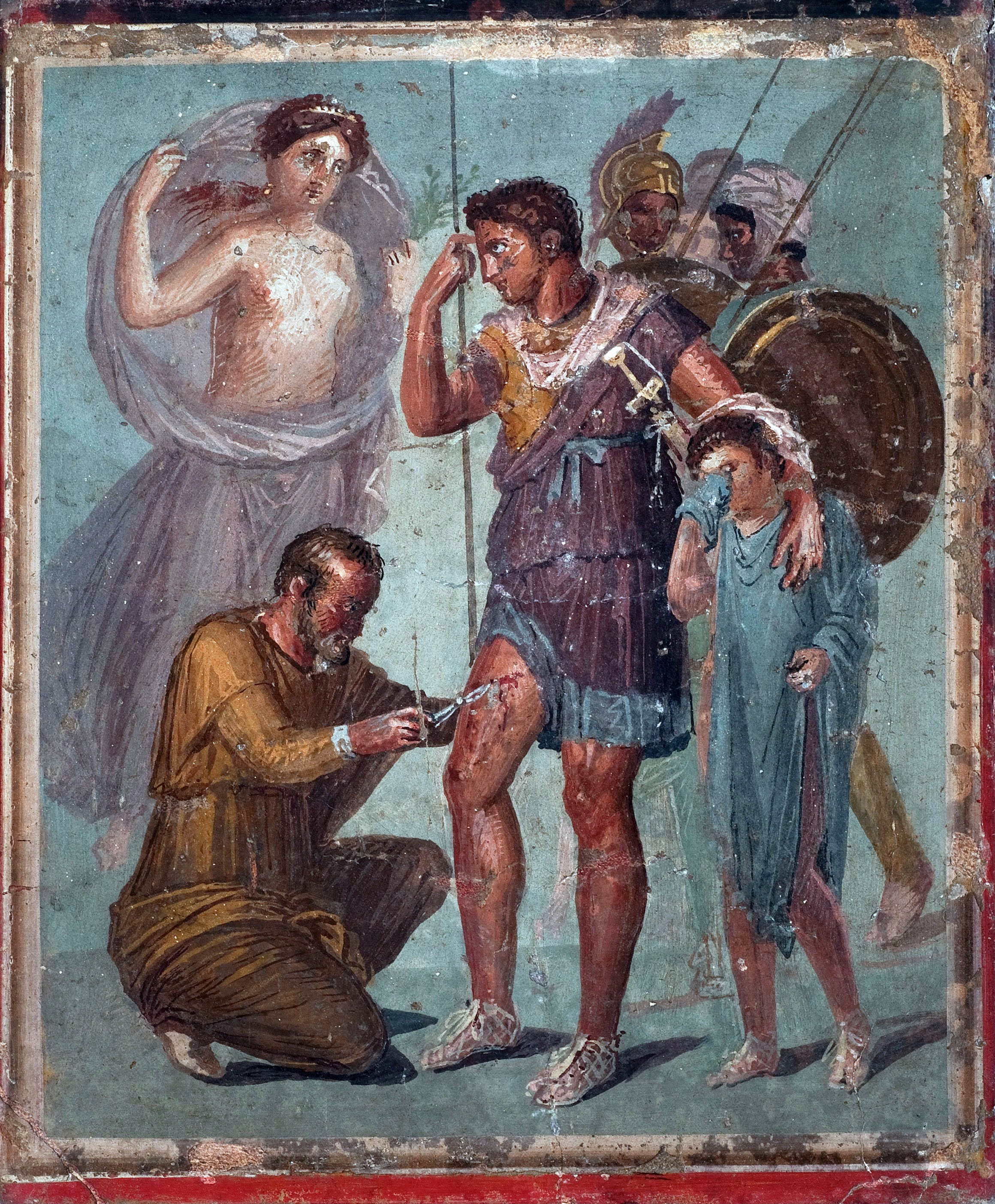
Iapyx retirant une pointe de flèche de la jambe d'Énée à côté de son fils Ascagne en pleurs. À gauche, Vénus, la mère d'Énée. Fresque antique de Pompéi.

L'histoire d'Énée a été reprise et développée par les auteurs romains. Une source importante est le récit de la fondation de Rome dans Les Origines (en) de Caton l'Ancien. La légende d'Énée était bien connue à l'époque de Virgile (Ier siècle av. J.-C.) et est évoquée dans différents ouvrages historiques. Mentionnons, pour le Ier siècle av. J.-C., Les Antiquités romaines de l'historien grec Denys d'Halicarnasse (s'appuyant sur les écrits de Varron), Ab Urbe condita libri de Tite-Live (probablement redevable à Quintus Fabius Pictor, vers 200 avant notre ère), et de Trogue Pompée (connu seulement par un résumé de Justin).
C'est entre -380 et -270 qu'a été constituée, à partir de légendes parfois bien plus anciennes que Rome, la vulgate de l'histoire des origines : ayant déjà acquis une puissance importante, Rome se donnait un passé. Dans ce passé qui devait donner des lettres de noblesse à la ville, les éléments grecs sont manifestes. Les pré-annalistes[Quoi ?] ont ainsi accordé de l'importance à des récits qui existaient déjà et qui leur ont permis de se relier aux grands récits grecs. Énée leur venait de Troie. Il est difficile de déterminer exactement l'origine de sa carrière italique, puis romaine, mais un groupe de statuettes trouvées à Véies, qui représentent Énée portant Anchise sur son épaule et datent au plus tard de la première moitié du Ve siècle, atteste qu'il était déjà populaire dans l'Italie étrusque.
La campagne de Sicile révéla, en outre, le côté pratique de la légende troyenne : la seconde année de la première guerre punique en 263, les Élymes de Sicile qui se considéraient comme les descendants d'émigrés troyens se rallièrent aux Romains, rappelant que les « Énéades » de Rome étaient leurs parents. Les Romains se firent fort de leur côté de défendre le sanctuaire élyme d'Éryx, un des hauts lieux du culte d'Aphrodite, protégeant une déesse en qui, dès ce temps, ils reconnaissaient Vénus, mère de leur ancêtre Énée.
À la même époque, la poésie latine donne ses premières grandes œuvres et la mythologie grecque envahit la conception romaine des dieux. Un poème de Livius Salinator évoque les origines de Rome en termes troyens. Un modèle que Virgile ne dédaignera pas d'imiter.

### Dans l’Énéide

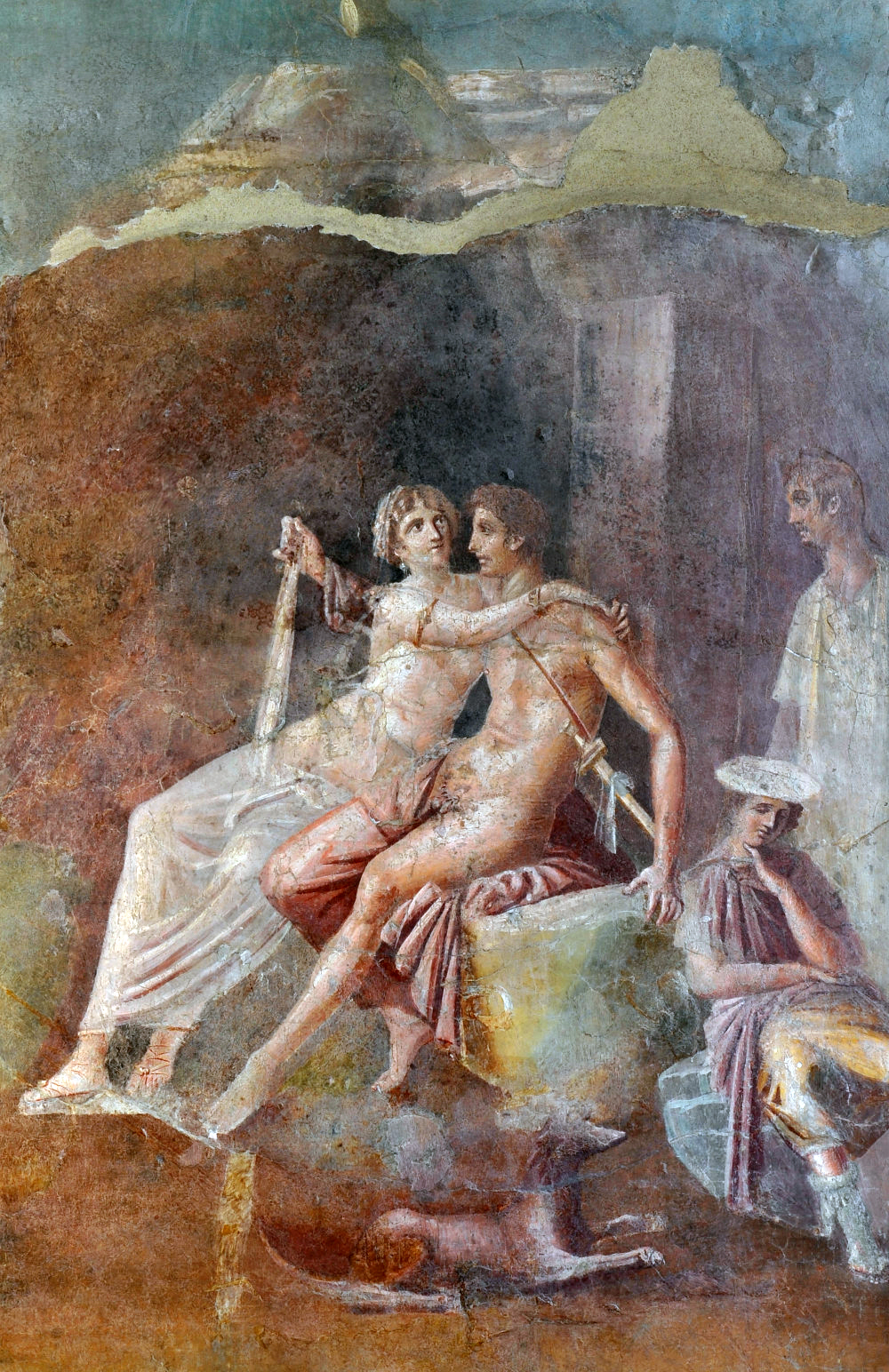
Énée et Didon (Mars et Vénus). Fresque romaine provenant de la maison du cithariste à Pompéi. Musée archéologique national de Naples (inv. 112282).

L'Énéide, de Virgile, est le plus long poème de l'antiquité latine. Son auteur mourut avant d'avoir pu le terminer. On raconte qu'il avait dit à des amis de le brûler à sa mort, car il ne souhaitait pas publier une œuvre incomplète, mais ces derniers s'y refusèrent. Divisée en douze chants, l’Énéide raconte l'histoire d’Énée, un demi-dieu, fils d'Aphrodite (Vénus chez les Romains). En voici le résumé.
Quand Troie tombe aux mains des Achéens grâce à la célèbre ruse d'Ulysse, Énée s'enfuit avec son père Anchise, sa femme Créuse (qu'il est obligé d'abandonner sur l'ordre des dieux, et d'Aphrodite en particulier), son fils Ascagne (aussi appelé Iule, qui deviendra le premier roi d'Albe la Longue), ses amis Misenus, Achate, Sergeste, Gyas, Acmon, le médecin Iapyx, la nourrice Caiete, les Lares, les Pénates ainsi que Mimas pour fonder, selon les vœux des dieux, la nouvelle Troie en Hespérie (l'actuelle Italie).

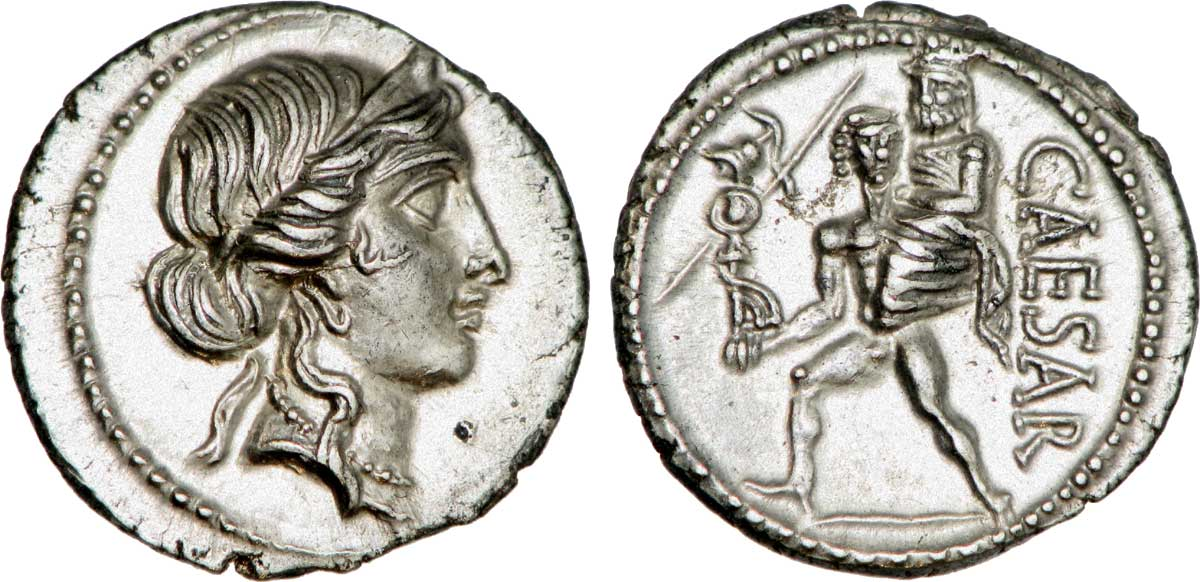
Denier frappé sous César célébrant le mythe d'Énée et d'Anchise. Au revers : Énée, nu, marche, tenant dans sa main droite le palladium et portant sur son épaule son père Anchise.

Partis du port d'Antandros, ils arrivent à Carthage où la reine Didon tombe amoureuse d'Énée. Celui-ci en repart quand même sur l'ordre de Mercure, ce qui entraîne le suicide de la reine. Les imprécations que formule Didon lors du départ d'Énée préfigurent l'expédition d'Hannibal et des guerres puniques.

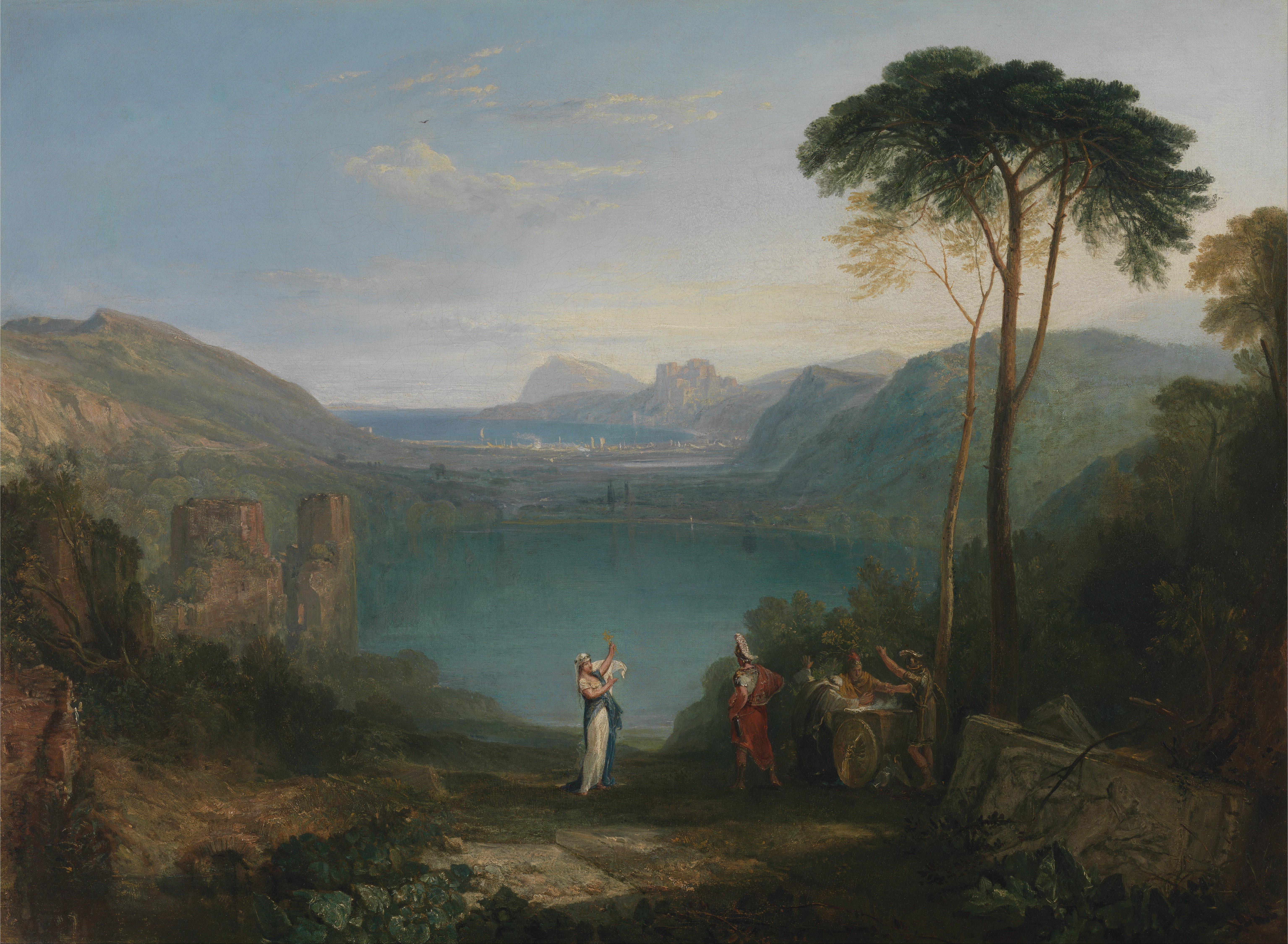
Énée et la Sibylle, Lac Averne, William Turner, 1798. Tate Britain, Londres.

Après la mort de son père, Énée descend aux Enfers, à Cumes, pour lui parler, et rencontrer sa descendance (Silvius, Romulus…). Son père lui montre aussi des Romains (Jules César et la descendance de ce dernier). Énée rencontre aussi le fantôme de Didon qui refuse de lui pardonner.
Près des côtes de Lucanie, un des hommes d'Énée, Palinurus, s'endort et tombe à l'eau. Il nage jusqu'à la plage, mais est tué par les Lucaniens. Le mont Palinuro ainsi que le village de Palinuro sont nommés d'après ce personnage. En Sicile, Énée est accueilli par Aceste et recueille Achéménide, un des marins de l’Odyssée d'Ulysse.
Juste après son arrivée en Italie, la petite troupe fait la guerre à la ville de Faléries.
Latinus, le roi des Latins, accueille Énée et les siens, et leur permet de s'installer dans le Latium. Alors que sa fille Lavinia était promise à Turnus, roi de Rutulie, Latinus veut la marier à Énée. À la demande insistante de Junon, Turnus déclare la guerre à Énée mais la perd et il est tué. Ascagne, le fils d'Énée que Virgile appele Iule, fonde alors Albe, dont il devient le roi.
Énée et Lavinia ont un fils, Silvius. Ils accueillent la sœur de Didon, Anna Perenna, qui se suicide quand elle apprend la jalousie de Lavinia[Quoi ?]. Énée fonde enfin la ville de Lavinium en l'honneur de sa femme Lavinia et devient, après sa mort, le dieu Sol Indiges .
D'après le récit de Virgile, Romulus et Rémus sont les descendants d'Énée par leur mère Rhéa Silvia, et les fils de Mars, le dieu de la guerre.
Les Romains considéraient Énée comme le père fondateur de leur civilisation. Et la famille des Julii (la gens Julia en latin) de Rome fit remonter son origine généalogique à Iule, le fils d'Énée. Les membres les plus célèbres de cette famille sont Jules César (Caius Julius Caesar) et son fils adoptif Auguste, premier empereur romain, et ils utilisèrent cette origine pour légitimer leur pouvoir. Elle donne son nom à la première dynastie impériale romaine : les Julio-Claudiens.

## Représentations artistiques

### Peinture et sculpture
Énée est représenté dans de nombreuses œuvres artistiques, parmi lesquelles on citera ces tableaux : 
- Giovanni di Ser Giovanni dit Lo Scheggia, Énée et Anténor complotant contre Troie, 3e quart du XVe, Musée national de la Renaissance ;
- François Perrier, Énée et ses combattants combattant les harpies, 2e quart du XVIIe, musée du Louvre ;
- Pierre Paul Rubens, La Fuite d'Énée après l'incendie de Troie, 1re moitié du XVIIe, Château de Fontainebleau ;
- Carle Van Loo, Énée portant son père Anchise, 2e quart du XVIIIe, musée du Louvre ;
- Pierre-Narcisse Guérin, Énée et Didon, 1er quart du XIXe, musée du Louvre ;
- Francesco Salviati, fresque dans le « salon des fastes farnésiens » du palais Farnèse (Rome), avec Ranuce Farnèse représenté sous les traits d'Énée[16], 1552-1558 ;
- Joseph Mallord William Turner (1775-1851), Didon et Enée, exposé en 1814, Tate Britain, Londres[17].

### Galerie

Énée portant son père Anchise après la ruine de Troie. François de Nomé. Musée national de Suède.
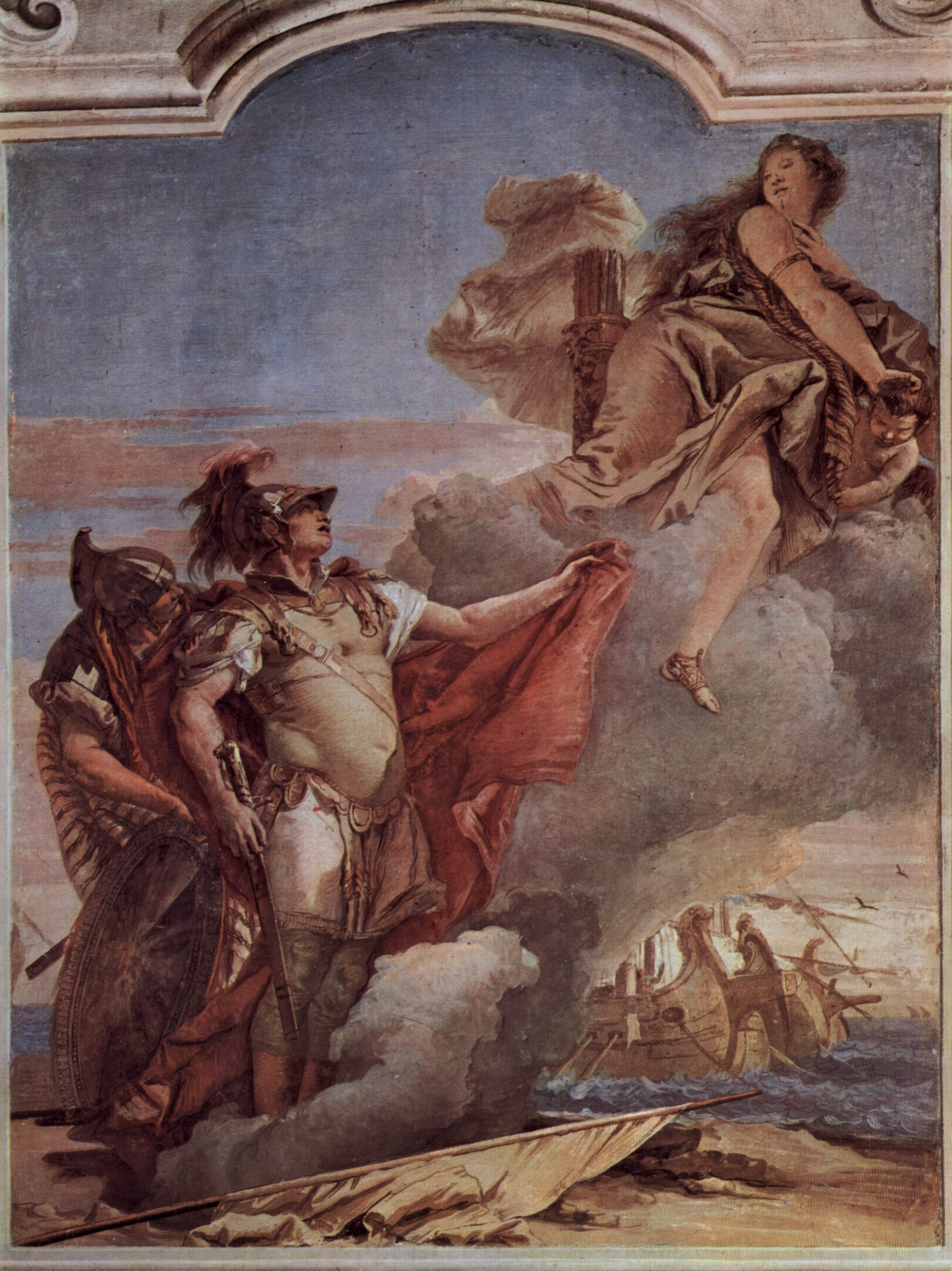
Vénus quitte [ou apparaît à] Énée et Achate devant Carthage. Tiepolo (1757). Vicenza.

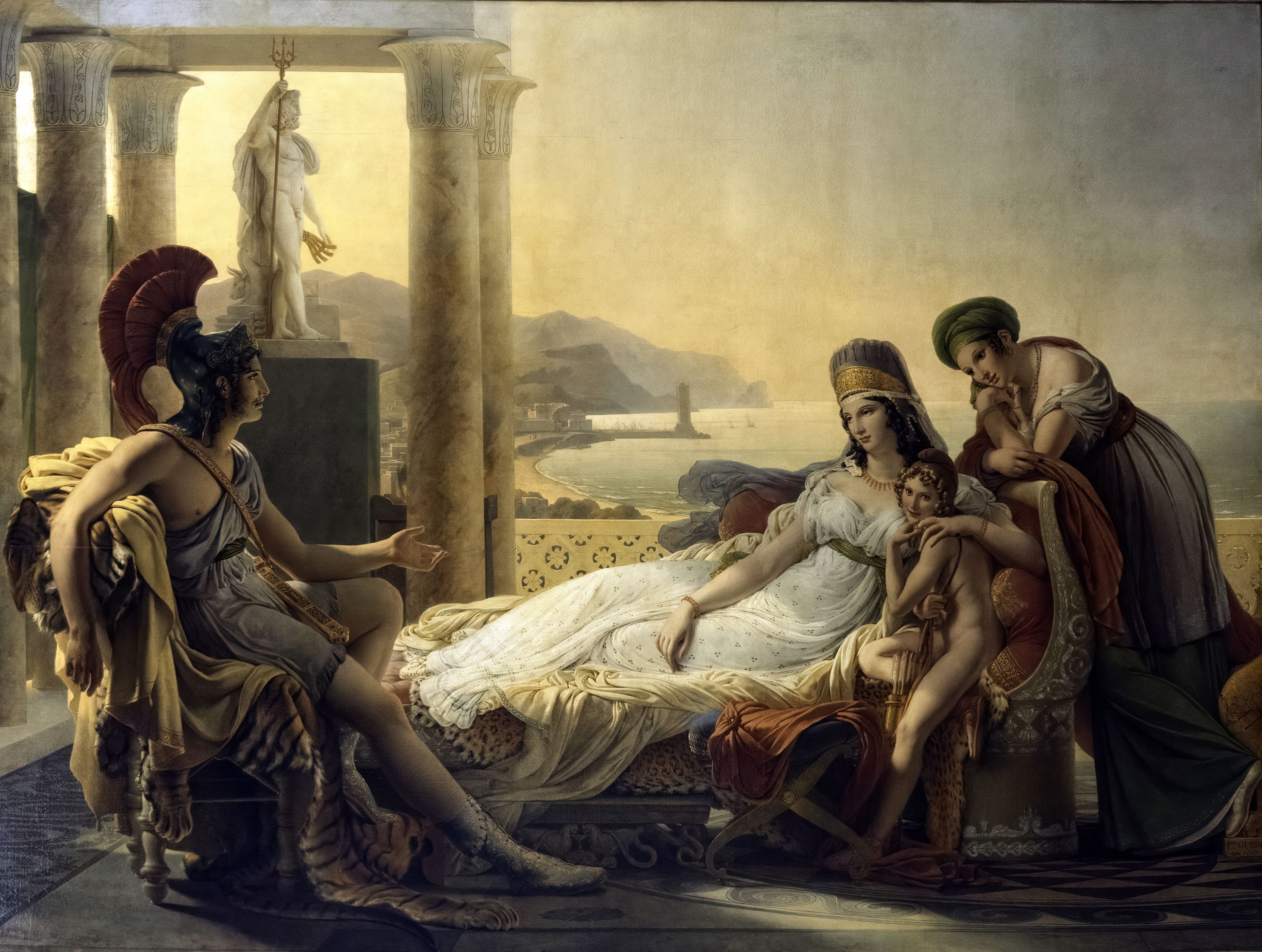
Énée racontant à Didon les malheurs de la ville de Troie. Pierre-Narcisse Guérin, 1815. Musée du Louvre.
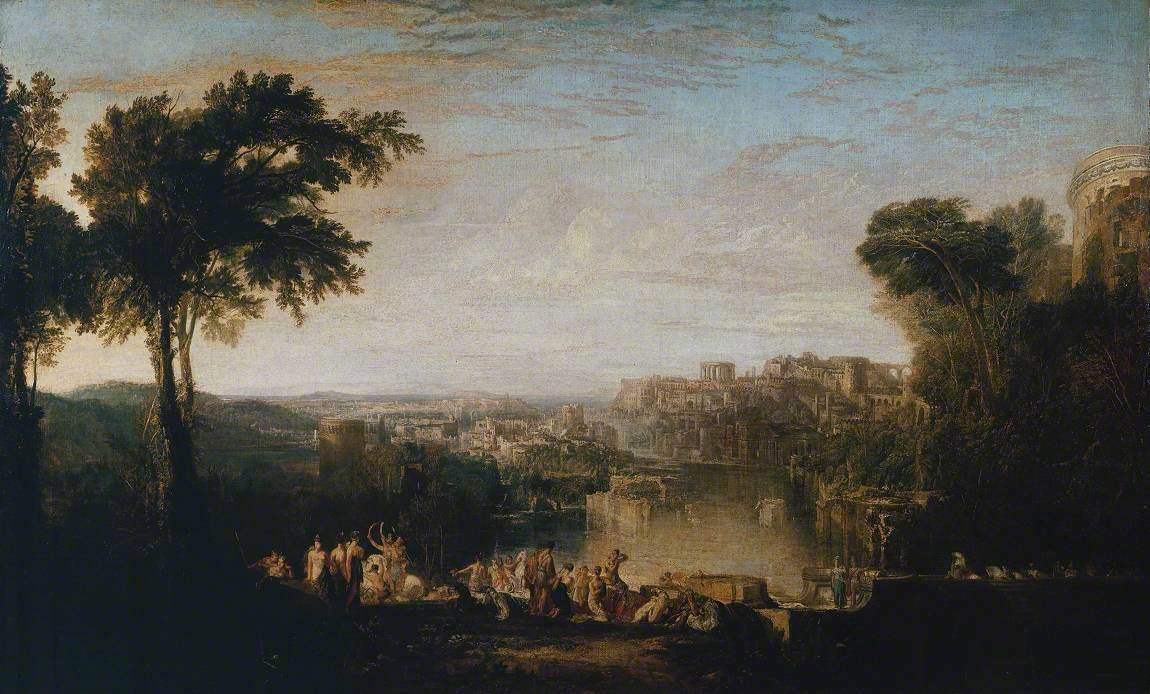
Didon et Enée, William Turner, 1814. Tate Britain, Londres.
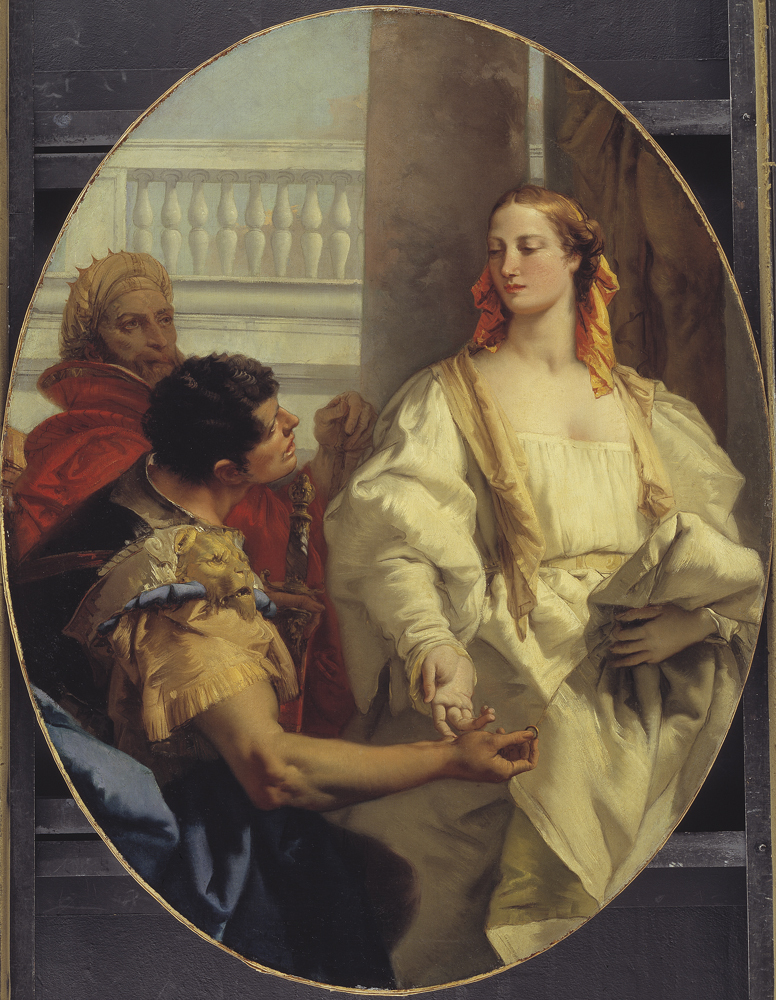
Latinus offrant sa fille Lavinia à Enée en mariage. Giambattista Tiepolo, 1753-1754. Statens Museum for Kunst, Copenhague[18].

### Dans d'autres formes artistiques
Énée apparaît également dans les œuvres suivantes :
- Dido and Æneas, opéra d'Henry Purcell, 1689;
- Les Troyens, opéra d'Hector Berlioz, 1858;
- Le cycle romanesque Troie de David Gemmell, 2005-2007;
- On rencontre aussi Énée dans le film Troie de Wolfgang Petersen (2004). Il porte son père lors de sa fuite. Le prince Pâris lui confie alors l'épée de Troie afin que les Troyens survivent;
- Le Dernier Troyen, cycle de BD (six tomes) de Valérie Mangin (scénario) et Thierry Démarez (dessin). Éditions Soleil, collection Quadrant solaire, 2004-2008.

#### Sources antiques
- Pseudo-Apollodore, Bibliothèque [détail des éditions] [lire en ligne] (III, 12, 2), Épitome [détail des éditions] [lire en ligne] (III, 32 ; IV, 2 ; V, 21).
- Hésiode, Théogonie [détail des éditions] [lire en ligne] (v. 1008).
- Homère, Iliade [détail des éditions] [lire en ligne] (II, 819-21 ; V, 217-575 ; XIII, 455-544 ; XX, 75-352).
- Ovide, Héroïdes [détail des éditions] [lire en ligne] (VII), Métamorphoses [détail des éditions] [lire en ligne] (XIV, 581-608).
- Pausanias, Description de la Grèce [détail des éditions] [lire en ligne] (III, 22, 10).
- Strabon, Géographie [détail des éditions] [lire en ligne] (V, 3, 2).
- Virgile, Énéide [détail des éditions] [lire en ligne] (passim).

- Virgile (trad. du latin par Maurice Lefaure, préf. Sylvie Laigneau), Énéide, Le Livre de poche, coll. « Classiques », 2004, 574 p. (ISBN 9782253085379).
- Tite-Live Ab Urbe Condita, Livre I

#### Études modernes
- Georges Dumézil, La religion romaine archaïque, 2e édition revue et corrigée, Paris : éditions Payot, 1974
- Jacques Perret, Les Origines de la légende troyenne de Rome, 281-31 (« Collection d'études anciennes »), Paris, Les Belles Lettres, 1942, XXX-678 p.
- (en) G. K. Galinsky (en), Aeneas, Sicily, and Rome (« Princeton Monographs in Art and Archaeology »), Princeton, Princeton University Press, 1969, XXVI-278 p., 88 pl. (2e éd., 1971).
- (it) Collectif, Enea nel Lazio. Archeologia e Mito, Rome, Fratelli Palombi  1981, 273 p.
- (it) Ferdinando Castagnoli, « La leggenda di Enea nel Lazio », in Studi Romani, n° 30, 1982, p. 1-15.
- Geneviève Dury-Moyaers, Énée et Lavinium. À propos des découvertes archéologiques récentes (coll. Latomus, 174), Bruxelles, 1981, 252 p.
- Pierre Grimal, Dictionnaire de la mythologie grecque et romaine, Paris, PUF, 2015 (1re éd. 1953), xxxi + 574 p. (ISBN 978-2-130-50359-0), p. 137-139 ; 35